# جحا (فلم تونسي)
جحا هو فيلمٌ تونسي فرنسي صدرَ عام 1958. شاركَ في بطولة الفيلم الممثل المصري عمر الشريف كما شهدَ أول ظهورٍ سينمائي للممثلة الفرنسيّة لكلاوديا كاردينالي. عُرض الفيلمُ في مهرجان كان السينمائي لعام 1958 ومُنح جائزة لجنة التحكيم كما تمَّ ترشيحه لجائزة السعفة الذهبية، عدى عن عرضه كجزءٍ من قسم كلاسيكيات كان في مهرجان كان السينمائي 2013.

## طاقم التمثيل
- عمر الشريف في دورِ جحا
- زهرة فايزة في دور ريدة
- لاورو غازولو في دورِ تاج العلوم
- جبرائيل جبور في دور سيد خميس
- دانيال اميلفورك في دور إبراهيم
- زينة بوزياده في دور فوليا
- كلاوديا كاردينالي في دور أمينة
- إيتو بن لحسن في دور شمس
- آني ليجراند في دور لولو